# Коріпе
Коріпе (ісп. Coripe) — муніципалітет в Іспанії, у складі автономної спільноти Андалусія, у провінції Севілья. Населення — 1446 осіб (2010).
Муніципалітет розташований на відстані близько 410 км на південь від Мадрида, 70 км на південний схід від Севільї.

## Демографія
Динаміка населення (INE ):

## Галерея зображень

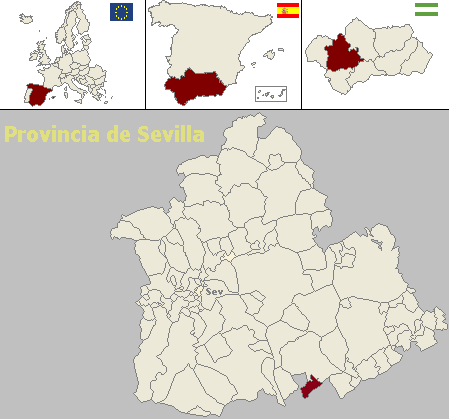
Розташування муніципалітету Коріпе у провінції Севілья